# Tuppence Middleton
Tuppence Middleton (sinh ngày 21 tháng 2 năm 1987) là một nữ diễn viên người Anh. Cô từng giành một đề cử giải Liên hoan phim London Evening Standard cho diễn viên mới triển vọng nhất. Kể từ 2015, cô đóng Riley Blue trong loạt phim truyền hình của Netflix có tựa đề Sense8. Cô cũng xuất hiện trong một số phim điện ảnh như Tormented (2009), Chatroom (2010), Cleanskin (2012), Mê cung ký ức (2013), The Lady Vanishes (2013), The Imitation Game (2014) và Người thừa kế vũ trụ (2015).